# Puigcerdà
Puigcerdà (wym. [puʧsərˈda]) – hiszpańska gmina w prowincji Girona, w Katalonii, 118 kilometrów od Barcelony; stolica comarki Baixa Cerdanya.
Liczba ludności według danych INE z 2005 roku wynosi 8845. Znajduje się w pobliżu rzeki Segre, nieopodal granicy hiszpańsko-francuskiej. Puigcerdà została założona w 1177 roku przez Alfonsa I.